# قلعة هنارة

قَلْعَةُ هِنَارَة أو قلعة هنارس أو قلعة إينارس أو مدينة المائدة أو قلعة النار أو (نقحرة: ألكلا ده إنارس) مدينة إسبانية تقع في منطقة مدريد. وتعد مركزًا تاريخيًا فنيًا في إسبانيا وواحدة من مواقع التراث العالمي في إسبانيا بدءًا من عام 1998. وكانت مهدًا للأديب الإسباني الشهير ميجيل دي ثيربانتس. وثقافيًا تنتسب إلى قومرقة القلعة، والتي تعد أيضًا عاصمة لها. وتعج القلعة بعدد سكان بلغ 924 ,203 نسمة عام 2012، فيما تبلغ مساحتها 87,72 كم² وبحيث يصبح معدل الكثافة السكانية 232 472 نسمة\كم². وتقع القلعة على بعد حوالي 30 كيلومترًا شمال شرق مدريد، على نهر هنارة وعلى على ارتفاع 588 متر فوق سطح البحر.

## توأمة
لقلعة هنارة اتفاقيات توأمة مع كل من:
- ألبا يوليا (2002 - )[26]
- سان دييغو (1982 - )[27]
- لوبلين
- فورت كولنز (1995 - )[28]
- بيتربرة (1986 - )[29]
- تلانس (1985 - )[30]
- غواناخواتو [31]
- أزول، مقاطعة بوينس آيرس (2011 - )[32]
- ألاخويلا (2011 - )

## أعلام
- خوان الأول ملك قشتالة
- خيسوس رودريغيز ماغرو
- فرديناند الأول
- ميغيل دي ثيربانتس
- ألفونسو غارسيا